# Miss USA 1988
A 37ª edição do concurso Miss USA foi realizada no El Paso Civic Center, em El Paso, Texas, no dia 1 de março de 1988. Na conclusão do evento, Courtney Gibbs se tornou a quarta representante consecutiva do Texas a levar a coroa de Miss USA.
O concurso foi apresentado por Alan Thicke, em substituição a Bob Barker, e teve comentários de Tracy Scoggins. Barker, apresentador do Miss USA por 21 edições consecutivas, recusou-se a apresentar o concurso de 1988 devido ao fato de um dos prêmios dados à vencedora ser um casaco de pele. No ano anterior, Barker reclamou do uso desse traje de roupa na composição dos trajes típicos de algumas candidatas, em seu uso na prova de trajes de banho (foi substituído por pele falsa) e como prêmio para a vencedora. Ele reclamou aos diretores por anos, mas foi ignorado. Outros ativistas dos direitos dos animais ameaçaram um piquete contra o uso de casacos de pele e interromperam uma entrevista coletiva pré-concurso. Num ataque não relacionado, Scoggins foi agredida no elevador perto dos ensaios do concurso. O agressor foi indiciado por violência sexual.
Esta foi a primeira vez que o Miss USA foi realizado no Texas e a única em que o concurso ocorreu em El Paso. A cidade sediara o Miss Teen USA 1987 no ano anterior e em novembro de 1987 foi anunciado que poderia sediar o Miss USA 1988.

## Resultados

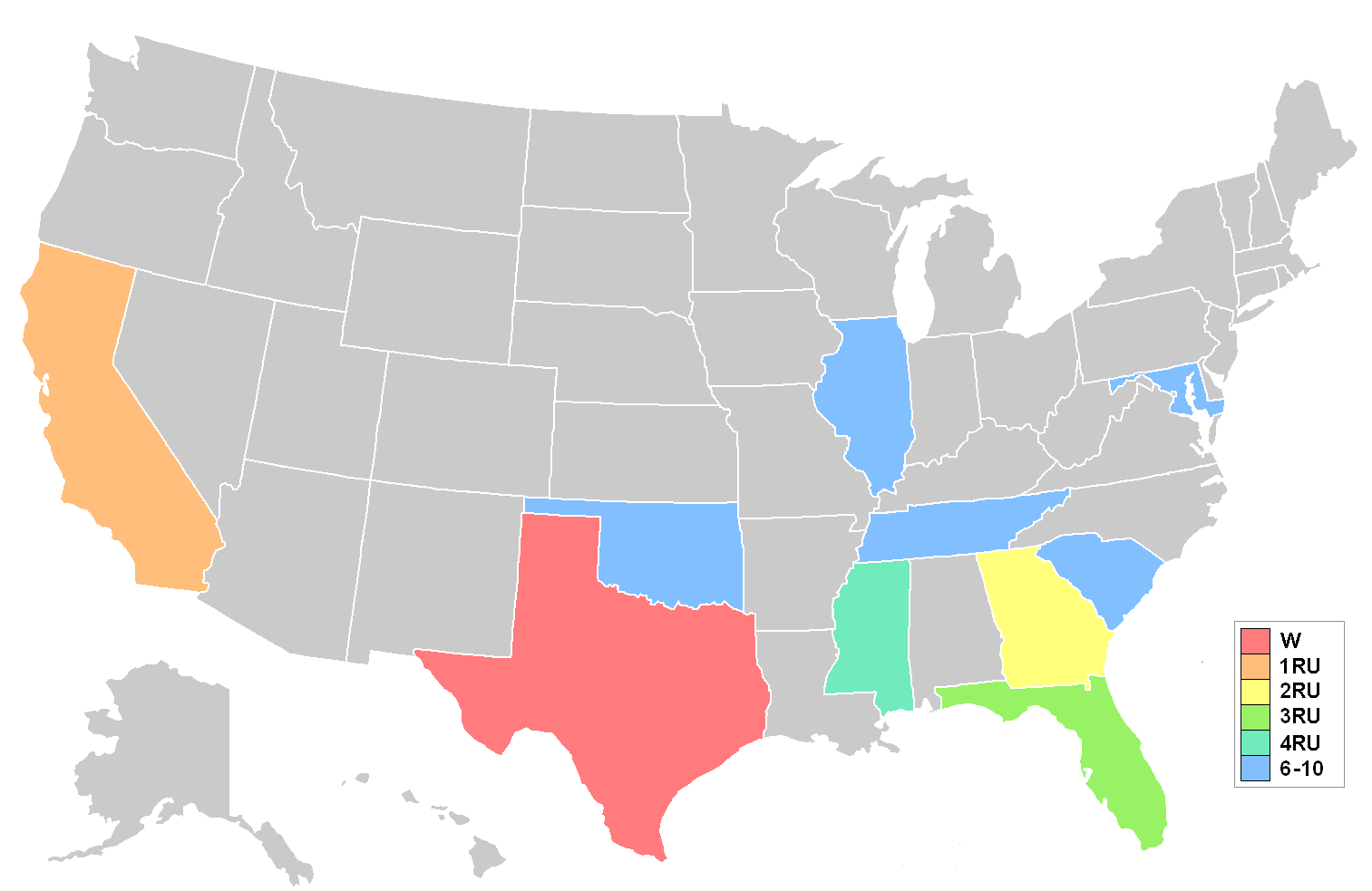
Mapa mostrando as classificações por Estado

### Classificações
| Resultados Finais | Candidata |
| ----------------- | --- |
| Miss USA 1988     | - Texas - Courtney Gibbs |
| 2ª colocada       | - Califórnia - Diana Magaña |
| 3ª colocada       | - Geórgia - Donna Rampy |
| 4ª colocada       | - Florida - Monica Farrell |
| 5ª colocada       | - Mississippi - Dana Richmond |
| Top 10            | - Oklahoma - Tamara Walker - Illinois - Gina Zordani - Tennessee - Stephanie Potts - Maryland - Rowanne Brewer - Carolina do Sul - April Abel |

### Premiações especiais
| Premiação                    | Candidata                              |
| ---------------------------- | -------------------------------------- |
| Miss Simpatia                | - Distrito de Columbia - Elva Anderson |
| Miss Fotogenia               | - Maryland - Rowanne Brewer            |
| Melhor Traje Típico estadual | - Nevada - Lagracella Omran            |

### Competição final
| \| Estado \| Média Preliminar \| Entrevista \| Trajes de Banho \| Trajes de Gala \| Média da Semifinal \| \| --------------- \| ---------------- \| ---------- \| --------------- \| -------------- \| ------------------ \| \| Flórida \| 8.336 (6) \| 8.785 (4) \| 9.036 (1) \| 9.055 (5) \| 8.958 (4) \| \| Tennessee \| 7.918 (10) \| 7.730 (8) \| 8.331 (8) \| 7.755 (9) \| 7.938 (8) \| \| Carolina do Sul \| 7.958 (9) \| 7.600 (9) \| 7.666 (10) \| 7.944 (8) \| 7.736 (10) \| \| Mississippi \| 8.619 (3) \| 8.655 (5) \| 8.700 (5) \| 8.922 (6) \| 8.759 (5) \| \| Oklahoma \| 8.697 (2) \| 8.255 (7) \| 8.555 (6) \| 9.255 (2) \| 8.688 (6) \| \| Illinois \| 8.134 (7) \| 8.311 (6) \| 7.988 (9) \| 8.288 (7) \| 8.195 (7) \| \| Califórnia \| 8.371 (5) \| 8.886 (3) \| 8.797 (4) \| 9.265 (1) \| 8.982 (2) \| \| Maryland \| 8.121 (8) \| 7.155 (10) \| 8.500 (7) \| 7.622 (10) \| 7.759 (9) \| \| Geórgia \| 8.440 (4) \| 8.900 (2) \| 8.833 (2) \| 9.166 (3) \| 8.966 (3) \| \| Texas \| 8.964 (1) \| 9.055 (1) \| 8.822 (3) \| 9.166 (3) \| 9.014 (1) \| | Vencedora 2ª colocada 3ª colocada 4ª colocada 5ª colocada Semifinalista (Top 10) (#) Classificação em cada etapa da competição |            |                 |                |                    |
| Estado | Média Preliminar | Entrevista | Trajes de Banho | Trajes de Gala | Média da Semifinal |
| Flórida | 8.336 (6) | 8.785 (4)  | 9.036 (1)       | 9.055 (5)      | 8.958 (4)          |
| Tennessee | 7.918 (10) | 7.730 (8)  | 8.331 (8)       | 7.755 (9)      | 7.938 (8)          |
| Carolina do Sul | 7.958 (9) | 7.600 (9)  | 7.666 (10)      | 7.944 (8)      | 7.736 (10)         |
| Mississippi | 8.619 (3) | 8.655 (5)  | 8.700 (5)       | 8.922 (6)      | 8.759 (5)          |
| Oklahoma | 8.697 (2) | 8.255 (7)  | 8.555 (6)       | 9.255 (2)      | 8.688 (6)          |
| Illinois | 8.134 (7) | 8.311 (6)  | 7.988 (9)       | 8.288 (7)      | 8.195 (7)          |
| Califórnia | 8.371 (5) | 8.886 (3)  | 8.797 (4)       | 9.265 (1)      | 8.982 (2)          |
| Maryland | 8.121 (8) | 7.155 (10) | 8.500 (7)       | 7.622 (10)     | 7.759 (9)          |
| Geórgia | 8.440 (4) | 8.900 (2)  | 8.833 (2)       | 9.166 (3)      | 8.966 (3)          |
| Texas | 8.964 (1) | 9.055 (1)  | 8.822 (3)       | 9.166 (3)      | 9.014 (1)          |

## Candidatas
| - Alabama - Rhonda Mooney - Alasca - Raun Reaves - Arizona - Kris Keim - Arcansas - Melissa Staples - Califórnia - Diana Magaña - Colorado - Nicola Svaldi - Connecticut - Catherine Calasso - Delaware - Christina lee Angel - Distrito de Columbia - Elva Anderson - Flórida - Monica Farrell - Geórgia - Donna Rampy - Havaí - Paula Prevost - Idaho - Kay Kinsey - Illinois - Gina Zordani - Indiana - Loetta Earnest - Iowa - Julie Kemmerling - Cansas - Cynthia Decker - Kentucky - Suzanne Pitman - Luisiana - Rhonda Vinson - Maine - Suzanne Grenier - Maryland - Rowanne Brewer - Massachusetts - Ania Lovely - Michigan - Anthonia Dotson - Minnesota - Julie Nelson - Mississippi - Dana Richmond - Missouri - Alecia Workman | - Montana - Kimberly Topp - Nebrasca - Kellie O'Neil - Nevada - Lagracella Omran - Nova Hampshire - Diane Wright - Nova Jérsei - Colleen Carlone - Novo México - Stephanie Storrie - Nova York - Linnea Mancini - Carolina do Norte - Tammy Tolar - Dacota do Norte - Kate Sevde - Ohio - Gina West - Oklahoma - Tamara Walker - Oregon - Elaine Rohrer - Pensilvânia - Susan Gray - Rhode Island - Cindy Geronda - Carolina do Sul - April Abel - Dacota do Sul - Sandi Fix - Tennessee - Stephanie Potts - Texas - Courtney Gibbs - Utah - Suzie Lundell - Vermont - Stacy Sisson - Virgínia - Denise Smith - Washington - Sandra Kord - Virgínia Ocidental - Cathy Fowler - Wisconsin - Mary Kay Anderson - Wyoming - Kristen Youmans |